# Gideon Adinoy Sani
Gideon Adinoy Sani (* 8. Juni 1990 in Lagos) ist ein nigerianischer ehemaliger Fußballspieler.

## Karriere
Sani begann seine Karriere in Lagos bei Magate FC. 2010 kam der Nigerianer in die Türkei und spielte für den Amateurverein Ardahanspor in der Bölgesel Amatör Lig. Im März 2011 wechselte er zu Izmirspor und erzielte hier in drei Spielen drei Tore.
Durch seine Tätigkeit bei İzmirspor wurde er dem Trainer vom Zweitligisten Akhisar Belediyespor aufmerksam. Dieser entsprang ebenfalls der Jugend von İzmirspor.
Zur Saison 2011/12 wechselte er zu Akhisar Belediyespor. Hier erkämpfte er sich nach der Winterpause einen Stammplatz. Die Saison 2010/11 schloss er mit seiner Mannschaft als Meister der 1. Lig ab und erreichte so den direkten Aufstieg in die Süper Lig.
Nach der Saison 2012/13 wechselte er auf Leihbasis zum Zweitligisten TKİ Tavşanlı Linyitspor.

## Erfolge
Mit Akhisar Belediyespor
- Meister der TFF 1. Lig und Aufstieg in die Süper Lig: 2011/12